# Dornier Do 215
Dornier Do 215 – niemiecki samolot bojowy produkowany przez Dornier Werke GmbH, wykorzystywany jako lekki bombowiec, samolot rozpoznawczy oraz nocny myśliwiec. Używany był przez Luftwaffe, Węgierskie Siły Powietrzne oraz przez Wojskowe Siły Powietrzne ZSRR.

## Historia
Dornier Do 215 powstał poprzez modyfikację seryjnego Dorniera Do 17S-01. Do przebudowy wykorzystano egzemplarz ze znakami D-AFFY, który uległ uszkodzeniu w 1938 r. W tym samolocie zamontowano silniki rzędowe Daimler-Benz 601A. Z uwagi na planowany eksport tej maszyny uszczuplono jego wyposażenie radiowo-nawigacyjne, które uznano za tajne. 
Zastosowane modyfikacje doprowadziły do zbudowania pierwszego prototypu, który otrzymał oznaczenie Dornier Do 215V1 i był wykorzystywany jako samolot pokazowy. W drugim prototypie, oznaczonym jako Dornier Do 215V2, zamontowano silniki w układzie podwójnej gwiazdy Gnome-Rhône 14N1/N2 o mocy 970 КМ. Osiągi samolotu okazały się niezadowalające. W wyniku przebudowy seryjnego Do 17Z-0 powstał Do 215V3, w którym zamontowano silniki rzędowe Daimler-Benz DB 601Aa o mocy 1175 KM.
Maszyna ta została zaprezentowana odbiorcom zagranicznym, wśród których znalazły się Bułgaria, Jugosławia, Rumunia, Holandia, Szwecja, Turcja oraz Estonia. Szwecja złożyła zamówienie na dostarczenie osiemnastu samolotów w wersji bombowej z czteroosobową załogą. Maszyny otrzymały oznaczenie seryjne Dornier Do 215A-1. We wrześniu 1939 r. Holandia zamówiła osiemnaście samolotów w wersji Do 215B-1. Zamówienie złożyła również Jugosławia. Produkcja ruszyła pod koniec 1939 r. ale do przekazania maszyn odbiorcom nie doszło. Na skutek wprowadzonego zakazu eksportu technologii wojskowych samoloty zostały przejęte przez Luftwaffe i ukończone w marcu 1940 r. jako samoloty wersji Do 215B-0 i Do 215B-1. Następnie opracowano koncepcję oznaczoną jako Do 215B-2, która miała być bombowcem przenoszącym 1500 kg bomb. Do jego zbudowania nie doszło.
W kwietniu 1940 r. wyprodukowano wersję Do 215B-3, z której dwa egzemplarze wykonano na zamówienie ZSRR. Dorniery zostały poddane w Związku Radzieckim testom w locie, porównywano również ich osiągi z konstrukcjami radzieckimi. W czerwcu Ministerstwo Lotnictwa Rzeszy zamówiło serię 50 egzemplarzy samolotów rozpoznawczych w wersji Do 215B-4. Maszyny były wyposażone w dwie kamery fotograficzne w kadłubie i podkadłubowej owiewce, mogły też przenosić do 500 kg bomb. Dwadzieścia samolotów wersji B-4 zmodyfikowano i dostosowano do zadań nocnego myśliwca. Po przebudowie nosiły oznaczenie Dornier Do-215B-5 „Kauz 3”. W styczniu 1941 r. zbudowano sześć samolotów w wersji Dornier Do 215B-5, były to ostatnie samoloty produkowane seryjnie.
Wersja Do 215B-5 otrzymała zmodyfikowane uzbrojenie. Przód kadłuba został pozbawiony oszklenia i zamontowano w nim trzy karabiny maszynowe MG 17 oraz działko MG-FF. Następnie zwiększono ilość działek do trzech, dwa dodatkowe zostały zabudowane w owiewce przed dolnym stanowiskiem strzeleckim. Uzbrojenie uzupełniały dwa karabiny maszynowe MG 15 w górnym i dolnym stanowisku strzeleckim. Ta kombinacja uzbrojenia sprawiała, że Do 215B-5 był najsilniej uzbrojonym myśliwcem nocnym użytkowanym na początku 1941 r. przez Luftwaffe. Wyposażenie Do 215B-5 uzupełniał system Q-Rohr służący wykrywaniu promieni podczerwonych. Na tych samolotach zamontowany został również pierwszy radar FuG 202 Lichtenstein z anteną Matraztzen.

## Wykorzystanie bojowe
Pierwsze samoloty seryjne Do 215B-0 i B-1 trafiły w 1940 r. do 3. eskadry rozpoznawczej Naczelnego Dowództwa Lotnictwa Wojskowego (1. Staffel Aufklärungsgruppe Oberbefehlshaber der Luftwaffe), która operowała z lotniska Stavanger. 24 kwietnia 1940 r. odnotowano pierwszą stratę Do 215, który został zniszczony na ziemi w wyniku nalotu bombowców Bristol Blenheim. Do 10 maja wszystkie eskadry tej grupy zostały wyposażone w Do 215.
Do 215 były wykorzystywane do prowadzenia rozpoznania na Atlantyku. W ich trakcie napotkały przeciwdziałanie pokładowych Gladiatorów, które w maju uszkodziły Do 215, który przymusowo lądował w Szwecji. 9 lipca lotnisko Stavanger ponownie zaatakowały Blenheimy, które zniszczyły jednego Dorniera i uszkodziły dwa kolejne.
W kampanii francuskiej Dorniery prowadziły rozpoznanie lotnisk francuskich i celów nа terenie Belgii. Odbyło się to kosztem utraty dwóch samolotów. W okresie bitwy o Anglię Do 215 wykorzystano do prowadzenia rozpoznania Wysp Brytyjskich. Wykonywano loty na rozpoznanie m.in. Liverpoolu, Coventry i Birmingham. Kilka samolotów Do 215 przydzielono do eskadry rozpoznania pogody Naczelnego Dowództwa Luftwaffe (Wettererkundungsstaffel Oberkommando der Luftwaffe). Samoloty Do 215B zostały wykorzystane do prowadzenia rozpoznania również nad krajami neutralnymi. Grupa Dalekiego Rozpoznania Głównodowodzącego Luftwaffe wykonywała m.in. loty nad Szwecją i Szwajcarią.
W końcu 1940 r. do jednostek myśliwców nocnych trafiły Dorniery w wersji Do 215B-5. Były wyposażone w pasywne urządzenia Q-Rohr wykrywające promieniowanie podczerwone. W 1941 r. na ich pokładach zamontowano radar pokładowy Lichtenstein. Maszyny trafiły do pułków Nachtjagdgeschwader 1, 2, 4. Z racji przenoszonego uzbrojenia (trzy karabiny maszynowe MG 17 i trzy działka MG-FF obsługiwane przez pilota oraz dwa karabiny maszynowe w górnym i dolnym stanowisku strzeleckim) były najsilniej uzbrojonymi myśliwcami Luftwaffe w 1941 r. Właściwości bojowe maszyny oceniano jako bardzo dobre, pojedyncze egzemplarze przetrwały w służbie linowej do 1944 roku.
W 1941 r. rozpoczęto loty rozpoznawcze nad ZSRR, początkowo Dorniery startowały z lotnisk na terenie Generalnego Gubernatorstwa, od marca operowano z terenu Rumunii, Węgier i Finlandii. Zmiana planów wojennych III Rzeszy spowodowała przeniesienie Do 215 w rejon Morza Śródziemnego skąd dokonywały rozpoznania w Jugosławii i Grecji. 
Po ataku III Rzeszy na Związek Radziecki Dorniery skierowano do wykonywania intensywnych lotów rozpoznawczych nad Ukrainą oraz w rejonie Moskwy. 10 samolotów Dornier Do 215B-4 zostało skierowanych do Nocnej Grupy Dalekiego Rozpoznania Głównodowodzącego Luftwaffe. W 1942 r. rozpoczęto wycofywanie Dornierów Do 215 ze służby w jednostkach rozpoznawczych. Uznano, że nie spełniają wymogów ówczesnego pola walki. Samoloty były sukcesywnie przesuwane do wykonywania innych zadań, część z nich została przekazana Węgierskim Siłom Powietrznym.

## Wersje
W trakcie rozwoju Do 215 powstały jego wersje:
- Do 215A-1 – wersja zgodna z prototypem Do 214V3, samoloty zamówione przez Szwecję,
- Do 215B-0 – niedostarczone Szwecji samoloty przebudowane na wersję rozpoznawczą,
- Do 215B-1 – 18 samolotów zamówionych w 1939 r. przez Holandię, ostatecznie trafiły do jednostek Luftwaffe,
- Do 215B-2 – koncepcja bombowca o udźwigu 1500 kg bomb,
- Do 215B-3 – seria z 1940 r. w wersji bombowej, obejmująca dwa samoloty dla ZSRR z ograniczonym wyposażeniem i siedem samolotów standardowych dla Luftwaffe,
- Do 215B-4 – seria ok. 50 maszyn w wersji rozpoznawczej z dodatkowym zbiornikiem paliwa w komorze bombowej,
- Do 215B-5 – seria dwudziestu maszyn B-4 zmodyfikowanych w latach 1940–1941 do roli nocnych myśliwców oraz sześciu maszyn budowanych seryjnie,
- Do 215B-6 – prototyp z silnikami wyposażonymi w sprężarki TK9 i wtrysk paliwa,
- Do 215B-7 – koncepcja bombowca z czterema zewnętrznymi wyrzutnikami bombowymi ETC 50,
- Do 215B-8 – koncepcja bombowca ze zmodyfikowanymi wyrzutnikami wewnątrzkadłubowymi,
- Do 215B-9 – koncepcja odmiany tropikalnej samolotu w wersji rozpoznawczej,
- Do 215B-10 – koncepcja wersji rozpoznawczej z nowym wyposażeniem fotograficznym.

## Konstrukcja
Dornier Do 215B-3 był dwusilnikowym samolotem w układzie grzbietopłata o konstrukcji metalowej z chowanym podwoziem. Kadłub o konstrukcji półskorupowej, zbudowany w oparciu o podłużnice i elementy usztywniające oraz 33 wręgi. Dwie pierwsze wręgi stanowiły ramę oszklenia kabiny załogi. Kadłub był podzielony na trzy sekcje: kabinę załogi, sekcję skrzydłową oraz końcówkę kadłuba. Z przodu kabiny znajdowało się miejsce nawigatora, który jednocześnie pełnił funkcję przedniego strzelca. Za nawigatorem miejsce zajmował pilot, który sterował samolotem z wykorzystaniem wolantu oraz pedałów. Dalej znajdowały się stanowisko tylnego strzelca oraz radiostacja pokładowa. Za kabiną załogi był umiejscowiony główny zbiornik paliwa. Wręgi 11. i 13. były wzmocnione i pełniły rolę przegród ogniowych. Pomiędzy wręgą 13. a 14. umieszczono sześć zbiorników z tlenem, między 20. a 21. znajdował się kompas. Pokrycie było wykonane z blachy nitowanej do elementów konstrukcyjnych kadłuba. Załoga wchodziła na pokład samolotu przez właz umieszczony obok dolnego stanowiska strzeleckiego.
Płat o obrysie trapezowym i konstrukcji dwudźwigarowej. Pomiędzy dźwigarami znajdowały się cztery zbiorniki paliwa. Skrzydło było wyposażone w lotki oraz klapy. Lotki mogły być wychylane razem z klapami. Na krawędzi natarcia lewego skrzydła znajdował się reflektor wykorzystywany podczas lądowania.
Usterzenie wolnonośne ze statecznikiem poziomym o obrysie trapezowym, statecznik pionowy podwójny. Do prawego statecznika pionowego była mocowana antena linkowa.
Podwozie trójpunktowe z kółkiem ogonowym. Golenie główne z amortyzacją i hamulcami hydraulicznymi, chowane do gondol silnikowych. Kółko ogonowe sterowane podczas manewrów naziemnych, chowane w locie. Koła główne częściowo wystawały z gondoli silników, chroniąc je podczas lądowania przymusowego. W sytuacji awaryjnej istniała możliwość wypuszczenia podwozia za pomocą mechanizmu korbowego.
Napęd w samolocie Dornier Do 215B stanowiły dwa czterosuwowe, dwunastocylindrowe silniki rzędowe Daimler-Benz DB 601A w układzie odwróconego V, chłodzone cieczą. Napędzały trójłopatowe śmigła nastawne w locie o średnicy 3,3 m. W sytuacji awaryjnej istniała możliwość ustawienia śmigła w chorągiewkę.